# Лук тонкий
Лук тонкий (лат. Allium tenuissimum) — многолетнее травянистое растение, вид рода Лук (Allium) семейства Луковые (Alliaceae).

## Распространение и экология
В природе ареал вида охватывает Алтай и Саяны.
Произрастает на скалах, каменистых и щебнистых склонах.

## Ботаническое описание
Луковицы узкоцилиндрически-конические, почти невыраженные, по нескольку прикреплены к горизонтальному корневищу, с черноватыми или буроватыми почти пленчатыми, слегка расщеплёнными, почти цельными оболочками. Стебель высотой 5—25 см, тонкий, прямой, округлый, ребристый.
Листья в числе двух—трёх, нитевидные, шириной 0.5—1 мм, полуцилиндрические, желобчатые, гладкие или шероховатляе, немного короче или равны стеблю.
Чехол коротко заострённый, в 2—3 раза короче зонтика, остающийся. Зонтик полушаровидный, малоцветковый, рыхлый, с поникающими цветами. Листочки полушаровидного околоцветника беловатые или розоватые, длиной около 4 мм, усечённые или очень тупые, внутренние обратно клиновидные, наружные немного короче внутренних, почти округло-эллиптические. Нити тычинок почти в полтора раза короче листочков околоцветника, при самом основании между собой и с околоцветником сросшиеся, цельные, шиловидные, внутренние в 2 раза шире, почти треугольные. Столбик не выдается из околоцветника.
Коробочка немного короче околоцветника.

## Таксономия
Вид Лук тонкий входит в род Лук (Allium) семейства Луковые (Alliaceae) порядка Спаржецветные (Asparagales).
|  |                                      |  |                                                             |                                                             |                   |  | ещё 24 семейства (согласно Системе APG II) | ещё 24 семейства (согласно Системе APG II) |                     |  |  |  | ещё более 870 видов |
|  |                                      |  |                                                             |                                                             |                   |  | ещё 24 семейства (согласно Системе APG II) | ещё 24 семейства (согласно Системе APG II) |                     |  |  |  | ещё более 870 видов |
|  |                                      |  |                                                             | порядок Спаржецветные                                       |                   |  |                                            |                                            | род Лук             |  |  |  |                     |
|  |                                      |  |                                                             | порядок Спаржецветные                                       |                   |  |                                            |                                            | род Лук             |  |  |  |                     |
|  | отдел Цветковые, или Покрытосеменные |  |                                                             |                                                             | семейство Луковые |  |                                            |                                            | вид Лук тонкий      |  |  |  |                     |
|  | отдел Цветковые, или Покрытосеменные |  |                                                             |                                                             | семейство Луковые |  |                                            |                                            |                     |  |  |  |                     |
|  |                                      |  | ещё 44 порядка цветковых растений (согласно Системе APG II) | ещё 44 порядка цветковых растений (согласно Системе APG II) |                   |  |                                            | ещё около 300 родов                        | ещё около 300 родов |  |  |  |                     |
|  |                                      |  |                                                             | ещё 44 порядка цветковых растений (согласно Системе APG II) |                   |  |                                            |                                            | ещё около 300 родов |  |  |  |                     |